# China Unicom
China Unicom ou China United Telecommunications Corporation dans son nom développé (chinois simplifié : 中国联通 ; chinois traditionnel : 中國聯通 ; pinyin : Zhōngguó liántōng) est un opérateur de télécommunications chinois spécialisé dans la téléphonie mobile. China Unicom a été fondé comme une entreprise publique, le 19 juillet 1994 par le ministère de l'industrie électronique (aujourd'hui ministère des renseignements industriels), approuvé par le "Conseil des affaires de l'État". China Unicom propose à la fois des offres pour téléphones fixes et mobiles.

## Histoire
En octobre 2008, China Unicom fusionne avec China Netcom, puis en novembre 2008, en parallèle l'entreprise vend une partie de ses activités par l'opérateur fixe historique de Chine China Telecom[réf. nécessaire].
En 2009, China Unicom noue un partenariat avec Apple pour vendre 5 millions d'iPhone. Il devient distributeur exclusif sur le marché chinois.
L'entreprise a signé un contrat de 700 millions de dollars avec Ericsson en juillet 2009 pour développer le réseau GSM de l'opérateur.